# 北南蔡乡
北南蔡乡，是中华人民共和国河北省保定市定兴县下辖的一个乡镇级行政单位。

## 行政区划
北南蔡乡下辖以下地区：
北南蔡村、北蔡村、东辛庄村、大留村、谭城村、南留村、中蔡村和南南蔡村。